# Ng Mui
Ng Mui (xinès : t 伍枚, pàg Wú Méi ; Cantonès: Ng ⁵ Mui 4) segons la llegenda, va ser una dels Cinc Ancians, supervivents de la destrucció del temple Shaolin per part de la dinastia Qing.
Segons la llegenda, es diu que va ser una mestra de diverses arts marcials, com ara les arts marcials Shaolin, les arts marcials Wudang, Ng Ying Kung Fu (xinès: 五形功夫) i Yuejiaquan, i la familia d'estils Yue Fei. També se la coneix com la fundadora de les arts marcials Wǔ Méi Pài (estil Ng Mui), Wing Chun, estil Drac, Grua Blanca i Hung Kuen dels cinc patrons.
Se l'ha associat amb diversos llocs, com ara el temple Shaolin a Henan o Fujian, les muntanyes Wudang a Hubei, el mont Emei a Sichuan, un suposat Temple de la Grua Blanca, les muntanyes Daliang a la frontera entre Sichuan i Yunnan i llocs addicionals a Guangxi i Guangdong. Segons una història popular, era filla d'un general Ming.

## Wing Chun
El tema dels orígens del Wing Chun s'ha convertit en una barreja de realitat i ficció a causa del secretisme inicial i del màrqueting modern. Tot i així, molts estils de Wing Chun reconeixen Ng Mui com a part de la geneologia d'aquesta art marcial.
Segons el mestre de Wing Chun Ip Man, Ng Mui residia i estudiava al monestir shaolin de Henan; va aconseguir sobreviure a la seva destrucció per les forces manxús perquè el seu Sifu es va convertir en un traïdor després que el va derrotar durant el regnat de l'emperador Kangxi (1662 – 1722). Va fugir al Temple de la Grua Blanca (el qual, segons aquest relat, s'ubica a les muntanyes de Daliang entre Yunnan i Sichuan) on va conèixer una noia de quinze anys anomenada Yim Wing-chun, amb qui un bandit intentava casar-se per força. Ng Mui va ensenyar a Yim Wing-chun com defensar-se destil·lant el coneixement de les arts marcials Shaolin en un sistema que Yim Wing-chun podria aprendre ràpidament i utilitzar sense desenvolupar una gran força.
Una variació d'aquesta llegenda conta que, després d'escapar de la destrucció del monestir shaolin de Fujian per les forces Qing, al voltant de 1730, l'abadessa Ng Mui va fugir a les muntanyes de Daliang. Ng Mui sovint comprava tofu a una botiga propietat de Yim Yee (嚴二), qui va tenir una filla anomenada Yim Wing-chun (嚴詠春), a qui un senyor de la guerra local estava intentant obligar a casar-se amb ell. Ng Mui va ensenyar a Yim Wing-chun una versió del seu kung fu Shaolin del sud, que li va permetre alliberar-se del senyor de la guerra. Després de completar la seva formació amb Ng Mui al voltant de 1790, Yim Wing-chun es va casar amb Leung Bok-chao (梁博儔) i va ensenyar les tècniques de lluita que Ng Mui li havia transmès. Després de la mort de Yim Wing-chun al voltant de 1840, Leung Bok-chao va transmetre el nou estil a Leung Lan-kwai.   

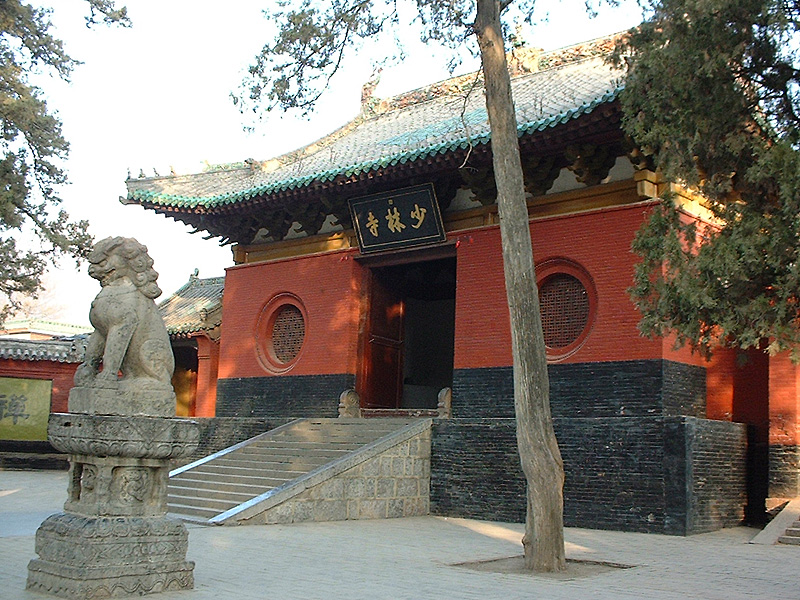
La inscripció cal·ligràfica que penja sobre la porta principal del monestir Shaolin va ser escrita de la pròpia mà de l'emperador Kangxi.

## Hung Kuen dels cinc patrons
La llegenda conta que el sistema dels cinc patrons va ser creat conjuntament per la monja budista Ng Mui i Miu Hin, un deixeble sense afaitar del monestir de Siu Lam. A través d'una observació acurada i de la imaginació, aquests dos experts en kungfu van imitar els moviments de les criatures: com salten, com mouen les potes i com utilitzen les seves ales, becs, mandíbules o urpes, com s'enrotllen, com s'afanyen cap endavant. Finalment, van crear aquest sistema de kungfu consistent en moviments modificats dels de les criatures esmentades, i van ajustar les tècniques per adaptar-les a les extremitats humanes.
— Leung Ting, Hung Kuen dels Cint Patrons, Part I. (1980)

## Drac
Els historiadors moderns de l'estil Drac expliquen que la monja Shaolin Ng Mui, de qui es diu que va originar l'estil Drac, va ser un dels últims membres del temple abans de la seva primera destrucció, que data de 1570 (Chow & Spangler, 1982). L'Institut Shaolin Gung Fu del nord-oest del Pacífic està d'acord amb la data de 1570 per a una destrucció del temple i afirma explícitament que l'estil Dragon es va crear al temple Shaolin de Henan c. 1565.

## Wǔ Méi Pài
En la tradició Wǔ Méi Pài, Ng Mui, filla d'un general de la cort imperial Ming, va desenvolupar completament el seu estil a la Ciutat Prohibida. Per a desenvolupar l'equilibri i la força de les cames es va entrenar amb troncs cap amunt, segons un patró que va inventar. Es trobava de viatge quan els seus pares van ser assassinats a la conquesta manxú de la capital Ming. Es va refugiar al temple de la Grua Blanca (que aquesta llegenda localitza a la província de Kwangsi), i es va convertir en una rebel anti-Qing, ensenyant el seu estil només dins del temple. L'estil utilitza contraatacs instantanis i moviments més lents de Bodhidharma i Qigong.

## Grua blanca tibetana
Segons la genealogia de la Grua Blanca tibetana, "Ng Mui" és el nom xinès del monjo tibetà Jikboloktoto, que va ser l'última generació de transmissió abans que Sing Lung portés l'art marcial a Guangdong. Aquest relat és molt diferent dels altres, amb un Ng Mui masculí, l'absència d'una amenaça manxú de la qual fugir i, donada la datació del trasllat de Sing Lung a Guangdong el 1865, una ambientació del segle xix.

## En la cultura popular
A la pel·lícula Wing Chun, de Michelle Yeoh de 1994, el professor del personatge principal es basava en les llegendes de Ng Mui.
En una pel·lícula de 2010 Kung Fu Wing Chun, també sobre els orígens de Wing Chun, Ng Mui és interpretada per Kara Wai.